# The Ikettes
The Ikettes è un trio vocale femminile - talvolta integrato da un quarto elemento - fondato negli anni sessanta per accompagnare in concerto, come coriste, il duo Ike & Tina Turner, uno dei maggiori gruppi rhythm and blues statunitensi.
Nel corso della carriera il girl group ha cambiato spesso formazione.

## Carriera
Ike Turner formò le Ikettes per rimpiazzare le Artettes come gruppo di accompagnamento dello spettacolo Ike & Tina Turner Revue. Le Ikettes iniziarono a registrare singoli nel 1960 quando, accompagnata da Delores Johnson, Eloise Hester e Joshie Armstead, Tina Turner effettuò la sua prima incisione: A Fool in Love.
Nel 1961 il trio incise il brano I'm Blue (The Gong-Gong Song), prodotto da Ike per la Atco Records, casa discografica che l'anno dopo distribuì tre singoli minori delle Ikettes. Nello stesso anno Ike ingaggiò il gruppo per la sua etichetta Teena per la registrazione di due singoli: Crazy in Love (accreditato come Robbie Montgomery & the Ikettes) e Prisoner in Love. I due successivi singoli pubblicati nel 1964 e nel 1965 per la Phillies Record di Phil Spector non ebbero particolare risonanza sul piano nazionale.
Nonostante il debutto come comprimarie di un duo in via di chiara affermazione e malgrado un iniziale debutto nel mercato discografico non propriamente soddisfacente, le Ikettes ebbero intorno alla metà degli anni sessanta un notevole successo come gruppo vocale, piazzando diversi brani nelle classifiche di vendita: oltre la citata I'm Blue (The Gong-Gong Song) del 1961, Camel Walk del 1964 e, soprattutto, il brano r&b Peaches and Cream (eseguito come cover in Italia da girl group come The Honeybeats e Le Snobs con il titolo Dicci come finì) e I'm So Thankful del 1965.
Joshie Armstead fu la prima componente del gruppo originale a lasciare per intraprendere una carriera da solista prima di andare a formare un sodalizio compositivo con Nickolas Ashford e Valerie Simpson.

### "Peaches 'n' Cream"
Fra il 1964 e il 1966 le Ikettes incisero sei canzoni per la Modern Records potendo contare su una nuova formazione: Robbie Montgomery (ex-Artette), Venetta Fields e Jessie Smith. Conseguirono tre hit con altrettanti brani - The Camel Walk, Peaches and Cream e I'm So Thankful - mentre il rifacimento in chiave funky di Sally Go Round the Roses e del classico Da Doo Ron Ron (eseguito da molti altri gruppi fino a diventare uno standard) non andarono ugualmente bene, così come accadde per il singolo He's Gonna Be Fine, Fine, Fine, sebbene il brano suonasse come precursore della versione che ne avrebbe fatta Betty Davis.
Quando nel 1965 venne pubblicato Peaches and Cream e il brano ebbe un inaspettato successo, Ike Turner organizzò per le Ikettes una tournée intitolata The Dick Clark Caravan of Stars, che vedeva impegnata una diversa formazione: Janice Singleton, Diane Rutherford e Marquentta Tinsley. Le cantanti che avevano inciso il disco accompagnarono invece Ike in una sua tournée.
Janice Singleton fu impiegata anche l'anno dopo come corista nel brano River Deep - Mountain High prodotto da Phil Spector. Lasciò poi le Ikettes per passare a gruppi diversi - The Secrets e The Unit Plus - per accompagnare quindi in concerto - con un'altra Ikette, Maxine Smith -  star della musica pop come Leo Sayer, Martha Reeves, Boz Scaggs e Joe Cocker, fra gli altri. Nel 2007, le due coriste si sono unite poi al Mohegan Sun (Casino) All Stars.

### Evoluzione in Mirettes
I continui cambiamenti di formazione furono fonte di dissapori fra le coriste e i bandleader Ike e Tina Turner. Dopo aver provato senza successo a continuare a cantare con il nome The Ikettes, cambiarono il nome in "The Mirettes", dopo essere state scritturate dall'etichetta Mirwood.
La distribuzione del loro singolo non raggiunse le classifiche ed esse firmarono allora per la Revue, il cui contratto si rivelò più fortunato: i loro due primi singoli - la sexy In the Midnight Hour (successivamente citata nel film The Commitments) e Take For a Little a While - fecero buona impressione. Il terzo singolo - First Love - aprì la strada ad un nuovo disco per la Minit Records pubblicato nel 1968 ed intitolato Help Wanted.
La Uni Records e la Zea Records sono state le ultime etichette per cui incisero le Mirettes che si sciolsero quindi nel 1971 quando Venetta lasciò per essere rimpiazzata dall'ex-Ikette Pat Powdrill. Nel contempo, Ike Turner assunse nuove cantanti da presentare come Ikettes. Le prime furono Pat Arnold (divenuta in seguito nota come P. P. Arnold), Juanita Hixson, Gloria Scott e Maxine Smith. Le ultime componenti furono ancora Pat Powdrill, Ann Thomas, Shelly Clark (poi degli Honey Cone), Rose Smith e Paulette Parker.
Le etichette Pompeii e Liberty Records distribuirono dischi delle Ikettes fra il 1969 ed il 1970, ma solo il remake fatto da Sly & the Family Stone de I Want to Take You Higher (con Ike & Tina Turner) ebbe rilievo sulla stampa specializzata. Fu seguito da due altri singoli su etichetta United Artists che includevano un rifacimento di Camel Walk (1971) e Two Timin', Double Dealin' (1973), l'ultimo singolo di cui si ha notizia a firma Ikettes o Mirettes.
Lejeune Richardson è stata a lungo nelle Ikettes. Fu sposata con il batterista di Ike Turner, Soko Richardson. Successivamente è diventata ballerina negli spettacoli da solista di Tina Turner.

## Componenti
Di seguito le cantanti che si sono avvicendate in The Ikettes:
- Joshie Armstead (1960- c. 1964)
- P. P. Arnold
- Bonnie Bramlett
- Jean Brown
- Mary Brown
- Jean Burks
- Shelly Clark
- Venetta Fields (1961-1966)
- Stonye Figueroa
- Yolanda Goodwin
- Martha Graham
- Vera Hamilton
- Eloise Hester
- Brenda Holloway
- Patrice Holloway
- Delores Johnson
- Esther Jones
- Claudia Lennear
- Charlotte Lewis
- Robbie Montgomery
- Paulette Parker
- Pat Powdrill
- Edna Lejeune Richardson
- Vermettya Royster
- Diane Rutherford
- Gloria Scott
- Janice Singleton
- Linda Sims
- Jessie Smith
- Maxine Smith
- Rose Smith
- Jackie Stanton
- The Stovall Sisters (1967):

Joyce Stovall
Lilian Stovall
Netta Stovall
- Ann Thomas
- Marcy Thomas
- Marquentta Tinsley
- Adrienne Williams
- Carlena "Flora" Williams
- Debbie Wilson

## Singoli
- I'm Blue (The Gong-Gong Song)
- Troubles On My Mind
- Prisoner Of Love
- Peaches 'n' Cream
- The Biggest Players
- (He's Gonna Be) Fine, Fine, Fine
- I'm So Thankful
- Sally Go Round The Roses
- Da Doo Ron Ron